# Musée alsacien

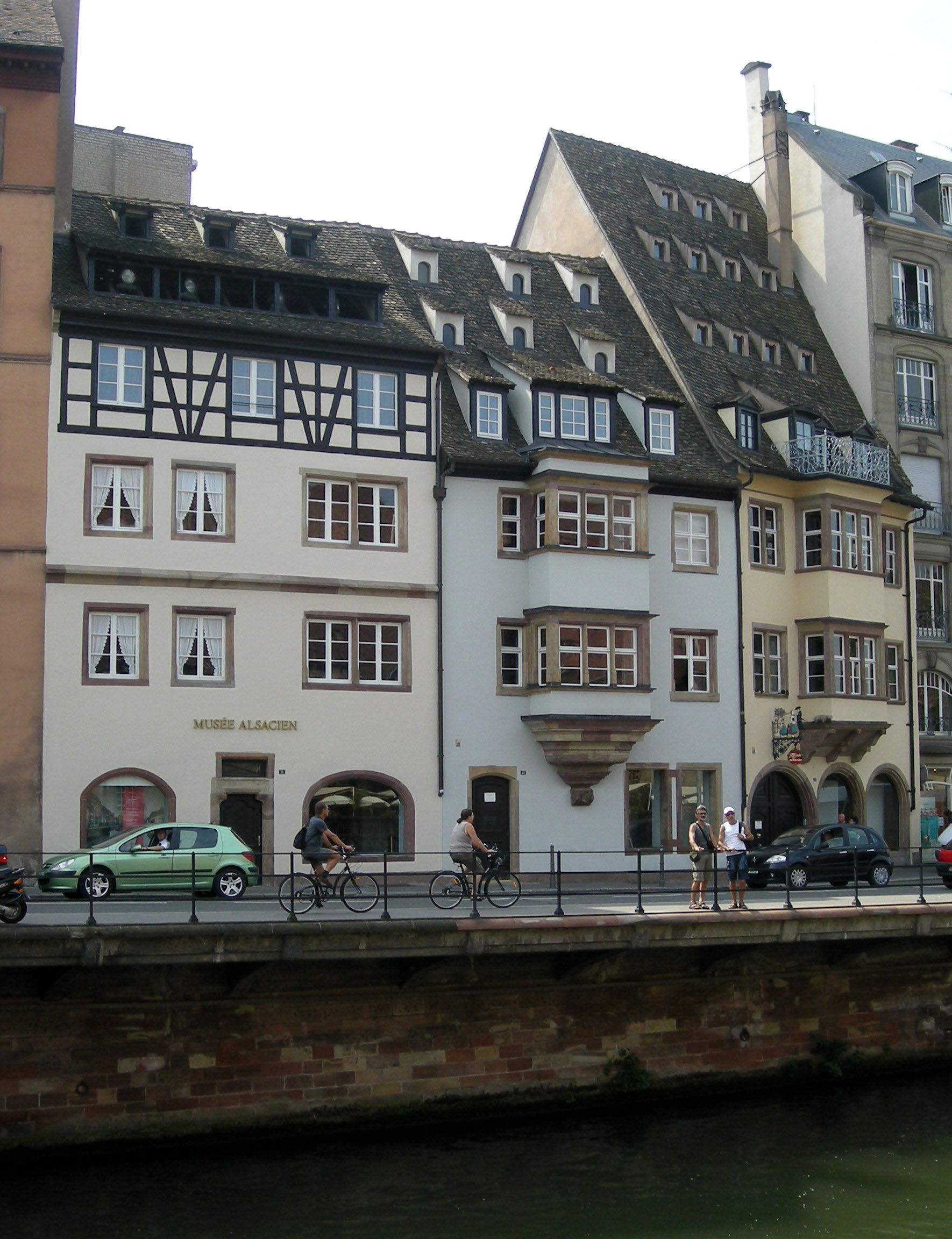
Musée alsacien

Het Musée alsacien (Elzasmuseum) is een museum in Straatsburg. Het museum opende zijn deuren op 11 mei 1907 en is vooral gewijd aan het leven in de pre-industriële en vroeg-industriële periode van de regio Elzas. Het heeft ongeveer 5000 stukken uit deze periode en valt op door de reconstructie van enkele traditionele huizen.
Daarnaast heeft het museum een rijke collectie aan voorwerpen die het het leven van de Joden uit de regio Elzas documenteert. Het museum is ondergebracht in enkele vakwerkhuizen gelegen aan de Quai Saint-Nicolas en werd in 1917 door de stad Straatsburg opgekocht.